# Uelliton
Uelliton da Silva Vieira, genannt Uelliton, (* 28. August 1987 in Monte Santo, Bahia) ist ein brasilianischer Fußballtrainer und ehemaliger Fußballspieler.

## Karriere
Der Spieler durfte seine ersten Schritte als Profi in seinem Jugendverein EC Vitória machen und wuchs hier schnell zum Stammspieler heran. Nach der Saison 2010 musste der Verein in die Série B absteigen. Die Fans gaben Uelliton eine erhebliche Mitschuld. Zur Saison 2012 kam als neuer Trainer Paulo César Carpegiani in den Verein. Nachdem es auch mit diesem zu Differenzen gekommen war, entschied sich der Spieler Ende der Saison zu einem Vereinswechsel.
Sein neuer Verein wurde der Cruzeiro EC aus Belo Horizonte. Hier kam er aber nicht zum Einsatz, sondern wurde direkt an den Coritiba FC ausgeliehen. Auch zum Start der Saison 2014 verzichtete Cruzeiro auf Uelliton und lieh ihn nach Salvador da Bahia zum EC Bahia aus, den Lokalrivalen seines alten Stammvereines. Die Situation hielt auch 2015 an. Für das vorletzte Jahr, für das er bei Cruzeiro unter Vertrag stand, wurde er wieder ausgeliehen. Seine nächste Station war der Avaí FC. Nachdem er hier in der Staatsmeisterschaft von Santa Catarina noch zu regelmäßigen Einsätzen gekommen war, erhielt er in der Série A nur einen Einsatz. Im August des Jahres wurde die Leihe dann vorzeitig beendet. Den Rest der Saison kam Uelliton auch bei seinem Stammklub Cruzeiro zu keinen Einsätzen.
Nach dem 2016 seine Rückkehr zum EC Bahia im Gespräch war, wurde diese seitens des Klubs verworfen. Für die Saison erfolgte dann eine weitere Leihe durch Cruzeiro an den CA Bragantino. Mit Ablauf des Jahres endete der Kontrakt mit Cruzeiro und der Spieler schloss sich dem ABC Natal an. Bei dem Klub kam er zu keinen Einsätzen. Zur Saison 2018 wechselte Uelliton dann zum EC Jacuipense in die Série D.
Im Dezember 2019 wurde bekannt, dass der AD Cabofriense Uelliton für 2020 verpflichtet hat. Nach Abschluss der Staatsmeisterschaft beendete er seine aktive Laufbahn.
2024 wurde Uelliton erstmals als Trainer aktiv. In dem Jahr arbeitete er im Nachwuchsbereich des EC Jacuipense.

## Erfolge
Vitoria
- Staatsmeisterschaft von Bahia: 2009, 2010

Bahia
- Staatsmeisterschaft von Bahia: 2014